# Helga Anders
Helga Anders-Fritz, geborene Scherz, (* 11. Januar 1948 in Innsbruck; † 31. März 1986 in Haar) war eine deutsch-österreichische Schauspielerin und Synchronsprecherin.

## Leben und Karriere
Ihr Vater war ein Skilehrer aus Innsbruck und ihre Mutter stammte aus einer bayerischen Bauernfamilie. Nach der Scheidung der Eltern im Jahr 1950 wuchs Anders zunächst in Ruhpolding und später in Bielefeld auf.
Sie besuchte eine Ballettschule und trat schon mit acht Jahren in Leo Falls Operette Der fidele Bauer auf. Nach dem Umzug der Familie nach Tegernsee spielte sie mit 13 Jahren an einer bayerischen Bauernbühne und zwei Jahre an der Kleinen Komödie in München. Mit 14 Jahren verkörperte sie 1962 die Wendy Darling in der ersten deutschen Fernsehverfilmung der Kindergeschichte Peter Pan mit Fernando Möller in der Titelrolle. Ihre erste Kinorolle hatte sie im selben Jahr in dem Film Max, der Taschendieb an der Seite von Heinz Rühmann als dessen Tochter Brigitte.
Weitere Film- und Fernsehproduktionen folgten, unter anderem Die Powenzbande, Der Trotzkopf, die Rolle der Christa Buchner in der Familienserie Der Forellenhof sowie die Tochter Lore Scholz in der legendären Fernsehserie Die Unverbesserlichen mit Inge Meysel und Joseph Offenbach. In der Zeichentrickserie Pinocchio sprach sie die Hauptrolle. In der Trickserie Nils Holgersson lieh sie Nils’ kleinem Hamster Krümel ihre Stimme, auch in verschiedenen Hörspielproduktionen wirkte sie mit. Großen Erfolg hatte sie mit ihrer Hauptrolle in der 13-teiligen, in Jugoslawien (Slowenien) gedrehten Familienserie Ferien in Lipizza (1966). Die Serie belegte unter den beliebtesten Vorabendserien der ARD-Regionalprogramme in der Jahreswertung den dritten Platz. 1967 heiratete sie den Regisseur Roger Fritz, der sie unter anderem in Mädchen, Mädchen in der Rolle der Angela besetzte. Als Dunkelhaarige mit Schmollmund verkörperte sie in Filmen der 1960er-Jahre vielfach das Klischee der Kindfrau. Diese Typisierung blieb lange an ihr haften; noch 1972 spielte sie als bereits 24-Jährige ein aufmüpfiges Schulmädchen in einer Folge der Krimireihe Der Kommissar. Sie wirkte insgesamt in über 80 Film-und-Fernsehproduktionen mit.
Im Jahr 1971 war sie Mitunterzeichnerin des seinerzeit brisanten öffentlichen Bekenntnisses Wir haben abgetrieben! in der Zeitschrift Stern vom 6. Juni.

## Persönliches
Helga Anders war mit dem Regisseur Roger Fritz verheiratet. Sie hatten eine gemeinsame Tochter, Tatjana Leslie Fritz.  Nach ihrer Scheidung im Jahr 1974 war sie ab 1980 mit dem Schauspieler und Maler Jürgen Draeger verlobt. Sie starb kurz vor der geplanten Hochzeit am 31. März 1986 im Alter von 38 Jahren im Bezirksklinikum Haar (bei München) an Herzversagen. Zum Tode von Helga Anders berichtete der SPIEGEL von „Nervenzusammenbrüchen, Randale und Autokarambolagen“ sowie von Alkohol- und Tablettengebrauch, der ihr Leben zuletzt geprägt habe.

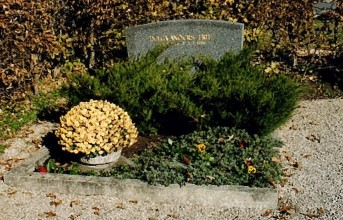
Grabstätte von Helga Anders

Ihre Grabstätte befand sich auf dem Friedhof in Gmund am Tegernsee. Sie wurde mittlerweile aufgegeben.

## Filmografie (Auswahl)
- 1962: Peter Pan (Fernsehfilm)
- 1962: Max, der Taschendieb
- 1962: Bubusch (Fernsehfilm)
- 1962: Die sündigen Engel (Fernsehfilm)
- 1964: Willy Reichert in... (Fernsehreihe, 2 Folgen)
- 1964: Sie schreiben mit – Runde 60 Mark (Fernsehserie)
- 1965: Die Bräute meiner Söhne (Fernsehserie, 2 Folgen)
- 1965–1967: Die Unverbesserlichen (Fernsehserie, 3 Folgen)
- 1965–1966: Der Forellenhof (Fernsehserie, 8 Folgen)
- 1966: Der Kongreß amüsiert sich
- 1966: 00 Sex am Wolfgangsee
- 1966: Bel Ami 2000 oder Wie verführt man einen Playboy
- 1966–1967: Ferien in Lipizza (Fernsehserie, 13 Folgen)
- 1966: Das Cello (Fernsehfilm)
- 1967: Mädchen, Mädchen
- 1967: Ein Monat auf dem Lande (Fernsehfilm)
- 1967: Der Mörderclub von Brooklyn
- 1967: Das Rasthaus der grausamen Puppen
- 1967: Tätowierung
- 1967: Jacobowsky und der Oberst (Fernsehfilm)
- 1967: Im weissen Rössl (Fernsehfilm)
- 1968: Erotik auf der Schulbank
- 1968: Jet Generation
- 1968: Zuckerbrot und Peitsche
- 1968: Sommersprossen
- 1968: Schreie in der Nacht (Contronatura)
- 1968: Häschen in der Grube
- 1969: Amerika oder der Verschollene (Fernsehfilm)
- 1969–1972: Der Kommissar (Fernsehserie, 2 Folgen, verschiedene Rollen)
- 1969: Unser Doktor ist der Beste
- 1970: Mädchen mit Gewalt
- 1970: Mord im Pfarrhaus (Fernsehfilm)
- 1970: Novellen aus dem wilden Westen – Salomy Janes Kuß (Fernsehserie)
- 1971: Der Pott (Fernsehfilm)
- 1971: Olympia – Olympia (Fernsehfilm)
- 1971: Zwischen uns beiden (Fernsehfilm)
- 1972: Unter anderem Ehebruch (Fernsehfilm)
- 1973: Die Gräfin von Rathenow (Fernsehfilm)
- 1973: Fall nicht in den Schwanensee (Fernsehfilm)
- 1973: Die Powenzbande (Fernsehserie, 3 Folgen)
- 1973: Tod in Scheveningen (Fernsehfilm)
- 1974: Derrick – Johanna (Fernsehreihe)
- 1975: Unter einem Dach – Produzent sucht Nachwuchs (Fernsehserie)
- 1975: Depressionen (Fernsehfilm)
- 1975: Anna (Fernsehfilm)
- 1975–1976: Spannagl & Sohn (Fernsehserie, 13 Folgen)
- 1975: Ansichten eines Clowns
- 1976: Tatort – Kassensturz (Fernsehreihe)
- 1976: Anita Drögemöller und die Ruhe an der Ruhr
- 1976: Das Blaue Palais (TV-Mehrteiler)
- 1976: Wolpertinger Wochenschau (Fernsehserie, 6 Folgen)
- 1976–1977: Pinocchio (Pikorīno no bōken, Fernsehserie, 52 Folgen, Stimme von Pinocchio)
- 1977: Eichholz und Söhne (Fernsehserie, 2 Folgen)
- 1977: Schulmädchen-Report. 11. Teil: Probieren geht über Studieren
- 1977: Derrick – Hals in der Schlinge (Fernsehreihe)
- 1978: Lady Audleys Geheimnis (TV-Mehrteiler)
- 1978–1985: Polizeiinspektion 1 (Fernsehserie, 5 Folgen, verschiedene Rollen)
- 1978: Detektiv Harvey (Fernsehserie, 6 Folgen)
- 1978: Der Unbekannte
- 1978: Derrick – Tod eines Fans (Fernsehreihe)
- 1978: Derrick – Kaffee mit Beate (Fernsehreihe)
- 1979–1984: Der Alte (Fernsehserie, 3 Folgen, verschiedene Rollen)
- 1980: Hurricane Rosie (Temporale Rosy)
- 1980: Derrick – Auf einem Gutshof (Fernsehreihe)
- 1980–1981: Wunderbare Reise des kleinen Nils Holgersson mit den Wildgänsen (Nirusu no fushigi na tabi, Fernsehserie, 52 Folgen, Stimme von Hamster Krümel)
- 1981: Ein zauberhaftes Biest
- 1981: Anderland – Hilfe, ich bin erwachsen (Fernsehserie)
- 1981: Bahnhofsgeschichten (Fernsehfilm)
- 1981: Derrick – Der Kanal (Fernsehreihe)
- 1982: Väter (Fernsehfilm)
- 1982: Vorstadt-Tango (Warum hast Du so traurige Augen – Geschichten aus einem Tango-Lokal, Fernsehfilm)
- 1983: Unsere schönsten Jahre (Fernsehserie, 2 Folgen)
- 1983: Der Trotzkopf (TV-Mehrteiler)
- 1984: Derrick – Der Klassenbeste (Fernsehreihe)
- 1985: Die Krimistunde – Der Mann aus der Nachbarzelle/Ein Toter zuviel/Ein Verbrechen für Mütter (Fernsehserie)
- 1985: Geschichten aus der Heimat (Fernsehserie)
- 1985: War was, Ricky? (Fernsehserie, 12 Folgen)
- 1985: Ein Fall für zwei – Blutsbande (Fernsehserie)
- 1986: Miko – Aus der Gosse zu den Sternen
- 1986: Irgendwie und Sowieso – Manhattan (Fernsehserie)

## Hörspiele (Auswahl)
- 1972: Finn Methling: Die seltsamen Abenteuer und Erfahrungen des wundervollen Hermaphroditen Fräulein Godtermand (Fräulein Godtermand) – Regie: Manfred Marchfelder (HR)
- 1972: Werner Helmes/Hansjürgen Meyer/Hermann Naber: Die Bumser (Ulla) – Regie: Hermann Naber (SWF)
- 1973: Peter Albrechtsen: Aufrichtiger junger Mann in Bratensoße (Vera, Knuds Freundin) – Regie: Otto Kurth (BR)
- 1973: Wolfgang Kohlhaase: Ein Trompeter kommt (Blande) – Regie: Otto Düben (HR/BR)
- 1974: Walter Aue: Die Frau und anderes – Regie: Robert Matejka (RIAS Berlin)
- 1975: Ödön von Horváth: Die Geschichten vom Fräulein Pollinger (Agnes Pollinger) – Regie: Ulrich Heising (BR/SFB)
- 1976: Curt Goetz: Das Haus in Montevideo (Atlanta, älteste Tochter) – Regie: Heinz Günther Stamm (BR)
- 1976: Ludvik Askenázy: Der Schlüsselsatz (Anna Kramer) – Regie: Ludvik Askenazy (BR)
- 1978: Ludvik Askenázy: Der Kürbisberg (Kürbisblüte) – Regie: Ludvik Askenazy (Kinderhörspiel – SDR)
- 1978: Don Haworth: Die Reklamation (Meryl) – Regie: Otto Düben (SDR)
- 1982: Michael Gaida: Auf zur Venus (Sonja) – Regie: Manfred Marchfelder (SFB)
- 1983: Helga Krauss: Die schöne Nähe der Distanz (Hanna) – Regie: Helga Krauss (RB)

## Auszeichnungen
- 1967: Filmband in Gold (Beste Nachwuchsschauspielerin) für Mädchen, Mädchen
- 1967: Bravo Otto in Gold (TV-Star weiblich)
- 1968: Bravo Otto in Silber (Schauspielerin)
- 1969: Bravo Otto in Bronze (TV-Star weiblich)